# دينو غيفورد
دينو غيفورد (بالإيطالية: Dino Gifford)‏ (6 يناير 1917 بليفورنو في إيطاليا - 5 نوفمبر 2013 بفلورنسا في إيطاليا) هو لاعب كرة قدم إيطالي في مركز الوسط. لعب مع نادي ليفورنو ونادي مودينا ونادي فياريجو وL'Aquila 1927 ‏ وUS Reno Molinella 1911 ‏ وSocietà Sportiva Signa 1914 ‏.

## وصلات خارجية
- دينو غيفورد على موقع قاعدة بيانات كرة القدم.إي يو (الإنجليزية)